# Tanisha Wright
Tanisha Wright (* 29. November 1983 in Brooklyn, New York) ist eine US-amerikanische Basketballspielerin. Zuletzt spielte sie 2019 für die New York Liberty in der Women’s National Basketball Association als Point Guard.

## Karriere

### College (2001 bis 2005)
Bevor Tanisha Wright in die WNBA wechselte, spielte sie von 2001 bis 2005 als Point Guard für das Damen-Basketballteam der Pennsylvania State University. Insgesamt kam sie auf 134 Einsätze für die Universität, dabei stand sie 126 Mal in der Startformation. In ihren ersten drei Jahren war sie eine große Unterstützung für Kelly Mazzante, dem Star der Mannschaft. Nachdem Mazzante 2004 in die WNBA wechselte, führte Wright in ihrer Senior-Saison die Mannschaft an. In ihrer letzten Saison kam sie auf einen ausgezeichneten Schnitt von 19,3 Punkten pro Spiel. Insgesamt erzielte sie 1.995 Punkte für die Universität. Außerdem erhielt sie mehrere Auszeichnungen. Sie wurde unter anderem in das First Team USBWA All-American gewählt, außerdem wurde sie drei Mal zur Big Ten Defensive Player of the Year ernannt.

### WNBA (seit 2005)
Wright wurde im WNBA Draft 2005 vom amtierenden Meister der Seattle Storm an der zwölften Stelle gezogen. Eigentlich sollte sie in ihrer Rookie-Saison 2005 die Position der Ersatzspielerin von Betty Lennox einnehmen. Nachdem Lennox sich verletzt hatte, rückte sie im August 2005 in die Startformation der Storm vor. In diesem Monat kam sie auf einen Schnitt von 7,8 Punkten pro Spiel, außerdem traf sie 58,8 % ihrer Würfe aus dem Feld. Wright beendete ihre erste Saison mit einem Schnitt von 3,6 Punkten pro Spiel. In den beiden darauffolgenden Saisons wurde sie nach wie vor meist nur als Ersatzspielerin eingesetzt. Während der Saison 2008 schaffte sie schließlich den Sprung in die Startformation. Dadurch bekam sie dementsprechend mehr Spielzeit, was sich auch in ihrer Statistik für diese Saison widerspiegelte. Wright stellte mit einem Schnitt von 3,4 Rebounds, 2,5 Assists und 7,9 Punkten pro Spiel in all diesen Bereichen eine neue persönliche Bestmarke auf. Am 7. Januar 2009 gaben Brian Agler, Cheftrainer der Storm, bekannt, dass der Vertrag von Wright verlängert wurde. Ab der Saison 2009 stand Wright fast immer in der Startformation der Storm und konnte in diesem Jahr dabei mit durchschnittliche 32,5 Minuten und 12,2 Punkte ihre Karrierehöchstwerte erzielen. Der große mannschaftliche Erfolg blieb aber weiter aus. Sie scheiterte zum fünftenmal in Folge mit dem Team in der ersten Playoffrunde. Dieser kam in der Spielzeit 2010 als das Team der Storm zum zweitenmal die WNBA-Meisterschaft gewinnen können. Nach der Meisterschaft endeten die folgenden drei Spielzeiten wieder mit Niederlagen in der ersten Playoff-Runde. In der Saison 2014 verpasst sie erstmals die Playoffs. Nach zehn Saisons in Seattle spielte Tanisha Wright ab der Saison 2015 in ihrer Heimatstadt für die New York Liberty. Auch dort stand sie fast durchweg in der Starting Five und erreichte mit dem Team in beiden Saisons als bestes Team der Eastern Conference die Playoffs, scheiterte dort aber jeweils vorzeitig. Nachdem sie in der Saison 2017 keine Spiele in der WNBA bestritten hatte, war sie 2018 für das Team der Minnesota Lynx aktiv. Dort wurde sie hauptsächlich als Ergänzungsspielerin eingesetzt und scheiterte mit dem Team in den Playoff vorzeitig. In der Spielzeit 2019 wechselte sie dann nochmal in ihre Heimatstadt. Dort stand sie zwar wieder häufiger in der Startformation verpasste aber mit den Liberty die Playoffs deutlich. 2020 bestritt sie keine Spiele in der WNBA.
Bis zu diesem Zeitpunkt bestritt sie in 14 WNBA-Saisons in der regulären Saison 457 Spiele, dabei stand sie 304 Mal in der Startformation und erzielte 3.324 Punkte, 1.190 Rebounds und 1.423 Assists. In 36 Playoff-Partien (davon 28 in der Startformation) erzielte sie 353 Punkte, 108 Rebounds und 118 Assists.

### Europa
In der Saisonpause der WNBA spielt Tanisha Wright wie viele WNBA-Spielerinnen in Europa. Sie stand dabei für Teams aus Israel, Frankreich, Zypern, Polen und der Türkei auf dem Platz. Zuletzt spielte sie in der Saison 2016/17 dabei für das türkische Team von Agü Spor Kayseri.

### Nationalmannschaft
Obwohl Wright erfolgreich mit der Juniorinnen-Nationalmannschaft der USA spielte, kam sie bei keinem großen Turnier für Damen-Basketballnationalmannschaft der Vereinigten Staaten zum Einsatz. Mit dem US-Team gewann sie die Basketball-Weltmeisterschaften der jungen Damen 2003.